# Gofraid mac Fergusa

Gofraid mac Fergusa a été roi dans les Hébrides et sans doute aussi sur l'île de Man, où il est parfois considéré comme Godfred Ier de Man., durant le IXe siècle.

## Contexte historique
Gofraid mac Fergusa est cité dans les Annales des quatre maîtres dans leur entrée de 835 (correspondant à l'année 839). On y lit que « Gofraid mac Fergusa, chef de l' « Airgíalla » (?)  vint en Alba, pour renforcer le Dál Riata, à la demande de Cináed mac Ailpín. » D'après son nom, on présume que Gofraid (Godfred) était à la fois d'origine scandinave et gaélique  et pourrait ainsi être l'un des plus anciens rois celto-norrois connus.
On ne connaît pas avec précision la date de sa mort. Les Annales des quatre maîtres rapportent sa mort en 851 et l'appellent « Gofraid mac Fergusa, toisech Innsi Gall », i.e ː  Gofraid mac Fergusa, seigneur des Îles extérieures, c'est-à-dire des Hébrides. Le terme « Insi Gall » semble anachronique. Dans le même temps, les Annales fragmentaires d'Irlande rapportent la mort aux alentours de l'an 873 d'un  « Gofraid roi des Norvégiens ».
On n'est pas certain de son rapport avec les monarques celto-norrois, comme Caitill Find ou ceux de la dynastie des Uí Ímair. Il semble en revanche qu'il soit différent de Gofraid  le père d'Amlaíb Conung, d'Ímar et d'Óisle, l'ancêtre des Uí Ímair.